# Okeover Hall
Okeover Hall é um palácio rural da Inglaterra situado no Staffordshire. É um listed building classificado com o Grau II*, mantendo-se na posse privada da família Okeover, sendo a sua casa ancestral desde o reinado de William Rufus. O edifício fica na fronteira entre o Staffordshire e o Derbyshire, ficando este último condado na margem oposta do pequeno Rio Dove. O palácio não se encontra aberto ao público.

## História
Okeover Hall e a igreja solarenga, construídos no século XIV e restaurados por Sir George Gilbert Scott), foram pilhados pelas forças jacobitas quando estas marchavam para sul, até à Ponte Swarkstone, em 1745. Entre 1745 e 1747, Leak Okeover teve o velho solar ampliado, segundo desenhos palladianos, pelo carpinteiro e marceneiro de Londres, Joseph Sanderson, um primo do arquitecto John Sanderson. Os estábulos, em ângulo recto com o edifício, formam uma fileira separada, de nove secções, com um frontão central em pilastras dóricas sobre três arcos rusticados. O palácio é o testemunho do alto nível de educação e competência que pode ser extraído dum srtesão georgiano bem treinado.
Um dos elementos que merecem destaque são os portões em ferro forjado (1756) com remate armoriado, produzidos pelo mestre ferreiro Benjamin Yates, um pupilo de Robert Bakewell.
No início do século XIX foi demolida uma ala a norte. Por outro lado, entre 1953 e 1960 foram adicionadas as alas sul e este, em estilo neo-georgiano segundo um sensível desenho de Marshall Sisson.
Em 1887, Maud Okeover casou com Sir Andrew Barclay Walker, um bem sucedido cervejeiro de Gateacre, Liverpool, o qual havia comprado um outro solar no vizinho Derbyshire em 1884 . Em 1888 adquiriu Okeover Hall, tendo assumido o nome de Walker-Okeover. O seu neto, o 3º Baronete, demoliu o solar do Derbyshire em 1964 e mudou a sede da família de volta para Okeover. Actualmente, a propriedade está na posse de Sir Andrew Walker-Okeover, o 5º Baronete.
Vários membros da família têm servido como High Sheriff of Staffordshire (Alto Sheriff do Staffordshire).